# Retiro (línea H del subte de Buenos Aires)
Retiro será una estación perteneciente a la línea H de la red de subterráneos de la ciudad de Buenos Aires. Estará ubicada a metros de la estación de trenes Retiro, de las estaciones subterráneas de las líneas C y E y la proyectada de la línea G, en el barrio de Retiro. Aún no está prevista la fecha de inicio de construcción de la misma, Es la única que no tiene conexión con la terminal de ómnibus del mismo nombre, ya que la estación Terminal de Ómnibus es la que tiene conexión

## Unificación de las líneas C y H
El legislador porteño Rafael Gentili de Proyecto Sur presentó un proyecto para unificar las trazas de las líneas C y H en Retiro, buscando reformar la vigente ley 317 que ordena la construcción de la línea H. Con este cambio, los pasajeros que usen la línea C podrían seguir por la H sin cambiar de tren, y viceversa, haciendo que conecte las tres principales terminales ferroviarias del país y además que se combine con todas las otras líneas de subte. Mientras que, otros proyectos pretenden unificar las trazas de las líneas E y H.
Finalmente, el 11 de diciembre de 2014, la Legislatura Porteña sancionó la ley 5233 modificando el trazado de la línea H. Con respecto a Retiro, el artículo 3 detalla que dicha estación empalmará con la estación homónima de la línea C, «constituyendo una única línea C-H permitiendo la circulación de trenes en servicio desde la estación Constitución de la línea C hasta la estación Sáenz de la línea H». Es decir que el trazado prevé el empalme directo de las vías de ambas líneas.